# つばさ (林原めぐみの曲)
「つばさ」は、林原めぐみの39枚目のシングル。2012年9月29日にスターチャイルドから発売された（KICM-1414）。

## 概要
収録曲は、劇場アニメ『マルドゥック・スクランブル 排気』の主題歌及び挿入歌に使用されるもので、映画公開初日に合わせて土曜日の発売となる。表題曲「つばさ」及びカップリングの「アメイジング・グレイス」はいずれも本田美奈子.の同名の楽曲のカバー。楽曲のアレンジは、「マルドゥック・スクランブル」シリーズの劇伴担当のConischが担当している。
なお原曲については「つばさ (本田美奈子の曲)」及び「アメイジング・グレイス」を参照のこと。
林原が劇場作品の主題歌を歌い、CDを発売するのは、『スレイヤーズぷれみあむ』の主題歌シングルだった「feel well」（2001年12月）以来約11年ぶりである。また、カバー曲を表題曲としてシングルを発売するのは「A Happy Life」（2007年2月）以来5年半ぶり2度目となる。
前作シングル「集結の運命」からは約2年2か月のブランクがあり、出産と育児のために仕事を抑えていた「負けないで、負けないで…」（2003年9月）と「Meet again」（2006年7月）間の約2年10か月に次ぐリリース期間の長さだった。
なお、2024年現在では、「今際の死神」（2017年2月）と、次作「Soul salvation」（2021年4月）との4年2ヶ月間が最長となっている。

## 収録曲
1. つばさ [5:58]
歌：林原めぐみ
作詞：岩谷時子、作曲：太田美知彦、編曲：Conisch
  - 劇場アニメ『マルドゥック・スクランブル 排気』主題歌
2. アメイジング・グレイス [5:44]
歌：林原めぐみ、本田美奈子.
作詞：ジョン・ニュートン/日本語詞：岩谷時子、作曲：Traditional、編曲：Conisch
  - 劇場アニメ『マルドゥック・スクランブル 排気』挿入歌
3. つばさ（off vocal version） [5:57]
4. アメイジング・グレイス（off vocal version） [5:42]

## 収録アルバム
| 曲名                   | 収録アルバム                                                   | 発売日        | 規格品番        |
| ---------------------- | -------------------------------------------------------------- | ------------- | --------------- |
| つばさ                 | 『Fifty〜Fifty』                                               | 2018年3月30日 | KICS-3693       |
| アメイジング・グレイス | 『マルドゥック・スクランブル 排気 オリジナルサウンドトラック』 | 2012年9月29日 | KICA-3198       |
| アメイジング・グレイス | 『DUO』                                                        | 2016年2月3日  | KICS-3346〜3348 |